# Uni Air
UNI Air (кит.: 立榮航空立榮航空) — тайванська авіакомпанія зі штаб-квартирою в місті Чжуншань (Тайбей, Китайська Республіка), що працює в сфері внутрішніх і регіональних перевезень. Повністю належить великому магістрального авіаперевізнику Тайваню EVA Air.
Головними транзитними вузлами (хабами) авіакомпанії є міжнародний аеропорт Таоюань, аеропорт Тайбей Суншань і міжнародний аеропорт Гаосюн.

## Загальні відомості
До 1996 року компанія працювала під ім'ям Makung Airlines (кит.: 馬公航空馬公航空), потім була викуплена EVA Air. У 1998 році магистрал об'єднав перевізника з двома іншими авіакомпаніями — Great China Airlines (кит.: 大華航空大華航空) і Taiwan Airways (кит.: 臺灣航空臺灣航空), об'єднана структура отримала новий бренд UNI Airways (UNI Air).
У сучасному періоді UNI Air займає домінуюче становище на ринку пасажирських перевезень всередині Китайської Республіки. Внаслідок надлишку операційних потужностей кілька літаків McDonnell Douglas MD-90 компанії були перефарбовані у ліврею EVA Air і використовуються на її міжнародних маршрутах. В кінці 2000-х років UNI Air відкрила свій третій хаб в Гаосюні, а в 2007 році отримала офіційний дозвіл на польоти в Японії.

## Маршрутна мережа

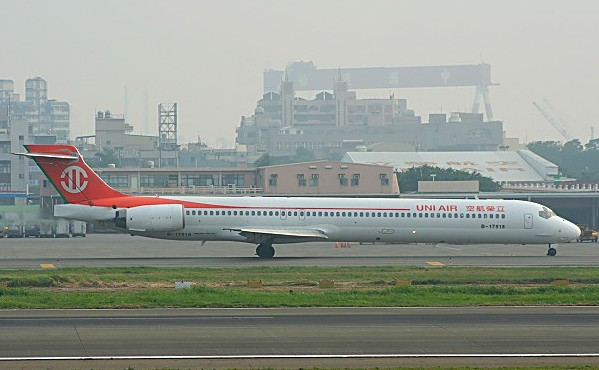
McDonnell Douglas MD-90 авіакомпанії UNI Air в міжнародному аеропорту Гаосюн, жовтень 2006 року

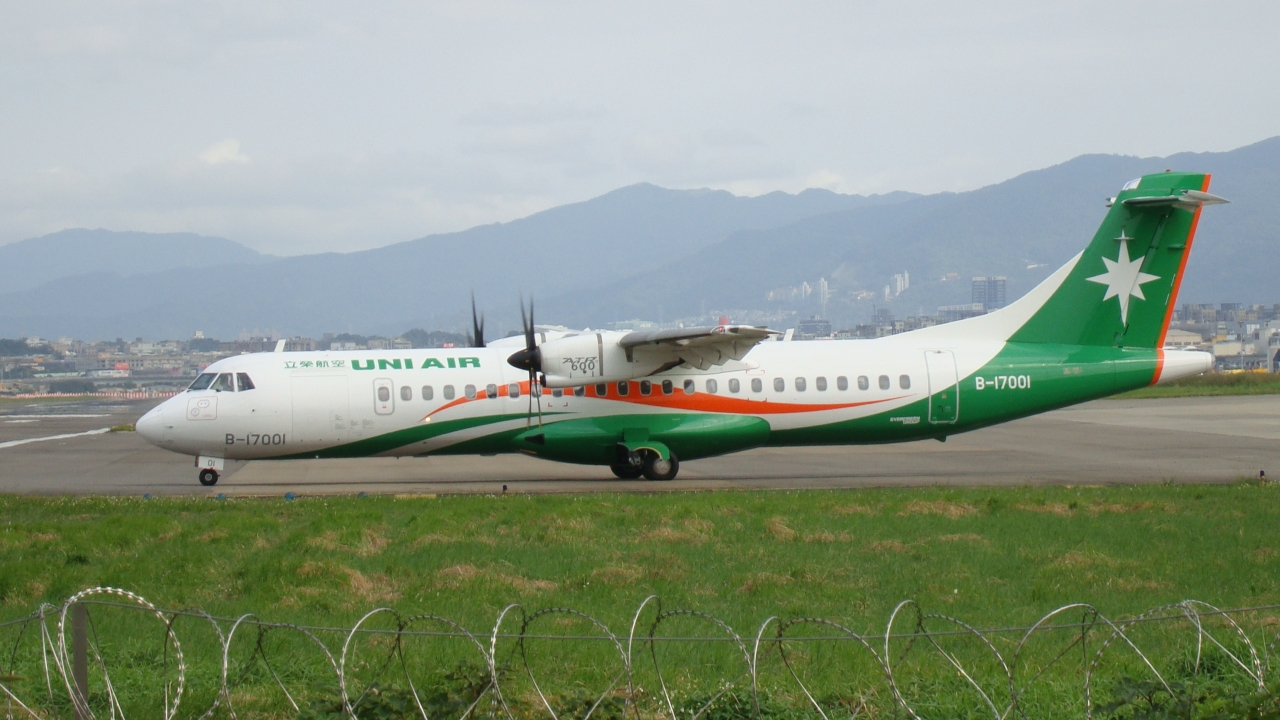
ATR 72-600 авіакомпанії UNI Air в аеропорту Тайбей Суншань

UNI Air здійснює регулярні пасажирські перевезення головним чином за внутрішнім в Китайській Республіці та Китаї маршрутами, а також обслуговує чартерні напрямки в Бангкок, Ханой і Сеул.
У січні 2013 року маршрутна мережа регулярних перевезень авіакомпанії UNI Air охоплювала наступні пункти призначення:
- Тайвань
  - Цзяї — аеропорт Цзяї
  - Хенгчун — аеропорт Хенгчун
  - Гаосюн — міжнародний аеропорт Гаосюн хаб
  - Цзіньмень — аеропорт Цзіньмень
  - Магун — аеропорт Магун
  - Мацзу — аеропорт Мацзу Бейган
  - Піндун — аеропорт Піндун
  - Тайчжун — аеропорт Тайчжун
  - Тайнань — аеропорт Тайнань
  - Тайбей
    - аеропорт Тайбей Суншань хаб
    - міжнародний аеропорт Тайвань Таоюань хаб

  - Тайдун — аеропорт Тайдун
- Китай
  - Чунцін — міжнародний аеропорт Цзянбей
  - Фучжоу — міжнародний аеропорт Фучжоу Чанле
  - Далянь — міжнародний аеропорт Далянь Чжоушуйцзи
  - Ханчжоу — міжнародний аеропорт Ханчжоу Сяошань
  - Куньмін — міжнародний аеропорт Куньмін Чаншуй
  - Нанкін — міжнародний аеропорт Нанкін Лукоу
  - Нінбо — міжнародний аеропорт Нінбо Ліше
  - Ціндао — міжнародний аеропорт Ціндао Лютін
  - Шеньян — міжнародний аеропорт Шеньян Таосянь[4]
  - Шеньчжень — міжнародний аеропорт Шеньчжень Баоань
  - Гори Хуаншань — міжнародний аеропорт Хуаншань Туньсі
  - Сямень — міжнародний аеропорт Сямень Гаоці
- В'єтнам
  - Ханой — міжнародний аеропорт Ханой
- Республіка Корея
  - Сеул — міжнародний аеропорт Інчхон[5]

### Партнерські угоди
У січні 2013 року UNI Air мала код-шерінгові угоди з такими авіакомпаніями:
| - Air China (Star Alliance) - EVA Air (Star Alliance) - Hainan Airlines | - Shandong Airlines - Shenzhen Airlines - XiamenAir (SkyTeam) |

## Флот
У квітні 2015 року повітряний флот авіакомпанії UNI Air складали наступні літаки середнім віком у 4,5 року:

## Авіаподії та інциденти
- 24 серпня 1999 року. McDonnell Douglas MD-90 (реєстраційний B-17912) авіакомпанії UNI Air, що виконував регулярний рейс 873 з міжнародного аеропорт Тайбей Суншань в аеропорт Хуалянь, здійснив посадку на злітно-посадкову смугу 21 аеропорту призначення. Практично відразу після дотику в передній частині пасажирського салону стався вибух, салон відразу охопило вогнем і густим димом. Екіпаж застосував режим аварійного гальмування, повідомив про нештатної ситуації диспетчерам аеропорту і після зупинки лайнера приступив до евакуації пасажирів. Прибулі частини пожежного розрахунку загасили пожежу, однак до того часу вигоріла майже вся верхня частина фюзеляжу. Успішно евакуювалися 90 пасажирів і 6 членів екіпажу. 14 пасажирів отримали серйозні опіки, один чоловік згодом помер у лікарні. Розслідування назвало головною причиною події грубе порушення техніки безпеки при провезенні на борту повітряного судна незахищених легкозаймистих вантажів[8][9].